# Apterostigma angustum
Apterostigma angustum (лат.) — вид примитивных муравьёв-грибководов (Attini) рода Apterostigma из подсемейства Myrmicinae. Эндемик Южной Америки.

## Распространение
Южная Америка: Венесуэла, Колумбия и Французская Гвиана.

## Описание
Мелкие муравьи коричневого цвета. От близких видов отличаются треугольными фронтальными долями, яйцевидным латеральным профилем головы, мелкими фасеточными глазами; вентральный мезоплевральный киль отсутствует. Усики рабочих и самок 11-члениковые, у самцов состоят из 12 сегментов. Нижнечелюстные щупики 3-члениковые, нижнегубные щупики состоят из двух сегментов (формула щупиков 3,2). Стебелёк между грудкой и брюшком состоит из двух члеников: петиоля и постпетиоля (последний отделён от брюшка), жало развито, куколки голые (без кокона). Петиоль вытянутый, без явного узелка.

## Таксономия
Вид был впервые описан в 1997 году южноамериканским мирмекологом Джоном Латтке (Lattke J. E., Instituto de Zoologia Agricola, Венесуэла и Universidade Federal do Paraná, Куритиба, Бразилия).